# Джон Спенсер, 8-й граф Спенсер
Едвард Джон «Джонні» Спенсер, 8-й граф Спенсер (англ. John Spencer, 8th Earl Spencer, Edward John "Johnnie" Spencer, 8th Earl Spencer; 24 січня 1924 — 29 березня 1992) — англійський аристократ, політик і військовий. Батько Діани, принцеси Уельської. З 1924 по 1975 рік носив титул віконта Елторпа.
Титули: Барон Спенсер з Елторпа (1975—1992), граф Спенсер (1975—1992), віконт Елторп з Елторпа (1975—1992), віконт Елторп з Грейт Брінгтона (1975—1992) і віконт Спенсер з Елторпа (1975—1992).

## Раннє життя, освіта і військова кар'єра
Лорд Спенсер народився 24 січня 1924 року в Лондоні (район Паддінгтон). Єдиний син Альберта Спенсера, 7-го графа Спенсера (1892—1975), та його дружини, леді Синтії Гамільтон (1897—1972).
Він отримав освіту в Ітоні, Королівському військовому коледжі в Сандхерсті і Королівському сільськогосподарському коледжі. З народження до смерті свого батька в 1975 році він був відомий у колі сім'ї та друзів як Джонні Елторп.
Лорд Спенсер служив в якості капітана в королівському шотландському полку Греїв, в 1944—1945 роках брав участь у Другій світовій війні. Згадувався у військовій депеші. З 1947 по 1950 рік Джон Спенсер служив в якості ад'ютанта генерал-лейтенанта сера Чарльза Віллоубі Норрі, 1-го барона Норрі, потім губернатора Південної Австралії.

## Політика і королівська служба
Джон Спенсер обіймав посади радника графства Нортгемптоншир (1952), вищого шерифа графства Нортгемптоншир (1959) і світового судді у Норфолку (1970). Також він служив конюшим короля Георга VI (1950—1952) і королеви Єлизавети II (1952—1954) . У 1954 році він був нагороджений Королівським Вікторіанським орденом.
З 1924 по 1975 рік Джон Спенсер носив титул чемності — віконт Елторп. 9 червня 1975 року після смерті свого батька, Альберта Спенсера, 7-го графа Спенсера, він успадкував графський титул і батькове місце в Палаті лордів.

## Сімейне життя
1 червня 1954 року Джон Спенсер першим шлюбом одружився з Френсіс Рут Рош (20 січня 1936 — 3 червня 2004), молодшою дочкою Едмунда Моріса Берка Роше, 4-го барона Фермоя (1885—1955), і Рут Сільвії Гілл (1908—1993). Весільна церемонія відбувалася у Вестмінстерському абатстві під керівництвом єпископа Норвіча Персі Херберта. На церемонії були присутні королева та інші члени королівської сім'ї. У подружжя було п'ятеро дітей:
- Леді Сара Маккоркодейл (нар. 19 березня 1955), чоловік з 17 травня 1980 року Ніл Едмонд Маккоркодейл (нар. 4 жовтня 1951), троє дітей
- Джейн Феллоуз, баронеса Феллоуз (нар. 11 лютого 1957), чоловік з 20 квітня 1978 року Роберт Феллоуз, барон Феллоуз[en] (нар. 11 грудня 1941), троє дітей
- Джон Спенсер (нар. 12 січня 1960), помер впродовж десяти годин після народження
- Діана, принцеса Уельська (1 липня 1961 — 31 серпня 1997), чоловік з 29 липня 1981 року принц Чарльз, принц Уельський, двоє дітей
- Чарльз Спенсер, 9-й граф Спенсер (нар. 20 травня 1964), 1-а дружина (1989—1997) Вікторія Локвуд, 2-а дружина (2001—2007) Керолайн Хаттон, 3-я дружина (з 2011) Карен Вільнев. Від трьох шлюбів має сім дітей.

У квітні 1969 року Джон Спенсер і Френсіс Спенсер розлучилися. Пізніше Френсіс Спенсер у тому ж 1969 році вдруге вийшла заміж за Пітера Шенда Кідда (1925—2006).
14 липня 1976 року лорд Спенсер вдруге одружився з Рейн МакКордейл, графинею Дартмут (9 вересня 1929 — 21 жовтня 2016), єдиною донькою капітана Олександра МакКордейла і письменниці Барбари Картленд. З 1946 по 1976 рік її першим чоловіком був Джеральд Хамфрі Легг, 9-й граф Дартмут (1924—1997).
Лорд Джон Спенсер помер від серцевого нападу 29 березня 1992 року у віці 68 років.

## Стилі і титули
- 1924—1954: Віконт Елторп
- 1954—1975: Віконт Елторп, кавалер Королівського Вікторіанського ордена
- 1975—1992: Високоповажний Граф Спенсер, кавалер Королівського Вікторіанського ордена